# Juste avant
Albums de Patrick Bruel
On s’était dit
(1995) Rien ne s'efface...
(2001)
Singles
1. J'te mentirais
Sortie : 30 septembre 1999
2. Pour la vie
Sortie : 6 mars 2000
3. Au café des délices
Sortie : 24 juillet 2000
4. Tout s'efface
Sortie : 5 décembre 2000

Juste avant est le quatrième album studio publié par Patrick Bruel le 19 octobre 1999.
L'album est réalisé par David François Moreau et Fabrice Moreau.

## Liste des titres de l'album
| 1.    | J'te mentirais                          | Bruel                 | 4:03 |
| 2.    | Juste avant                             | Bruel-Gros/Bruel      | 4:59 |
| 3.    | Pour la vie                             | Presgurvic            | 4:22 |
| 4.    | Tout s'efface                           | Bruel                 | 5:27 |
| 5.    | Trois ans et demi d'amour               | Bruel-Gros/Bruel      | 4:12 |
| 6.    | Peur de moi                             | Bruel-Gros/Bruel      | 4:15 |
| 7.    | Elle voulait tout                       | Bruel-Gros/Bruel      | 5:01 |
| 8.    | Elie                                    | Bruel/Moreau          | 4:32 |
| 9.    | Nunca más (En duo avec Nilda Fernandez) | Bruel-Fernandez/Bruel | 4:58 |
| 10.   | Au Café des délices                     | Gray-Bruel/Gray       | 4:44 |
| 11.   | Au bout de la marelle                   | Bruel-Gros/Bruel      | 4:19 |
| 12.   | Une chanson qui sert à rien             | Gros/Bruel            | 4:11 |
| 55:03 |                                         |                       |      |